# Корисні копалини Бразилії
Корисні копалини Бразилії.

## Загальна інформація
За запасами залізних, берилієвих і ніобієвих руд, гірського кришталю, бітумінозних сланців, бокситів, руд рідкісноземельних елементів Бразилія займає одне з провідних місць серед промислово розвинених країн світу. Є запаси нафти, природного газу, вугілля, руд урану, нікелю, олова, вольфраму, міді, свинцю, цинку, літію, танталу, фосфатів, бариту та ін.:

### Основні корисні копалини Бразилії станом на 1998—1999рр.
| Корисні копалини                           | Запаси       | Запаси   | Вміст корисного компоненту в рудах, % | Частка у світі, % |
| Корисні копалини                           | Підтверджені | Загальні | Вміст корисного компоненту в рудах, % | Частка у світі, % |
| Метали платинової групи, т                 | 17           |          | 1,7 г/т                               |                   |
| Алмази, млн кар. -природних -ювелірних     |              | 11 4     |                                       | 0,9               |
| Боксити, млн т                             | 4000         | 6150     | 51 (Al2O3)                            | 14,6              |
| Барит, тис. т                              | 1000         | 1500     | 25 — 80 (BaSO4)                       | 0,3               |
| Берилій, тис. т                            | 41           | 380      | 0,3 (ВеО)                             | 18                |
| Вольфрам, тис. т                           | 20           | 20       | 0,5 (WO3)                             | 0,8               |
| Залізні руди, млн т                        | 11000        | 17000    | 58 (Fe)                               | 6,4               |
| Золото, т                                  | 560          | 3760     | 2,6 — 5 г/т                           | 1,1               |
| Калійні солі, млн т (в перерахунку на К2О) | 50           | 160      | 15 (К2О)                              | 0,7               |
| Кобальт, тис. т                            | 4            | 15       | 0,05 (Со)                             | 0,1               |
| Марганцеві руди, млн т                     | 180          | 350      | 41 (Mn)                               | 5                 |
| Мідь, тис. т                               | 16670        | 18120    | 0,9(Cu)                               | 2,5               |
| Молібден, тис. т                           | 45           | 60       | 0,01                                  | 0,5               |
| Нафта, млн т                               | 660          |          |                                       | 0,5               |
| Нікель, тис. т                             | 845          | 3200     | 1,71 (Ni)                             | 1,7               |
| Пентоксид ніобію, тис. т                   | 3300         | 3600     | 2,5                                   | 34,8              |
| Олово, тис. т                              | 1500         | 2000     | 0,2                                   |                   |
| Плавиковий шпат, млн т                     | 6            | 8        | 55 (CaF2)                             | 3,2               |
| Природний горючий газ, млрд м³             | 230          |          |                                       | 0,2               |
| Свинець, тис. т                            | 1990         | 2900     | 6,1 (Pb)                              | 1,6               |
| Срібло, т                                  | 2800         | 7440     | 100 г/т                               | 0,5               |
| Тантал, т                                  | 900          | 1400     | 0,02                                  | 1,17              |
| Вугілля, млн т                             | 10365        | 31050    |                                       |                   |
| Апатити, млн т                             | 31,7         | 35,5     | 9,6 (Р2О5)                            | 0,63              |
| Фосфорити, млн т                           | 40           | 72       | 16 (Р2О5)                             | 0,79              |
| Хромові руди, млн т                        | 19,9         |          | 31,3 (Cr2O3)                          | 0,44              |
| Цинк, тис. т                               | 2552         | 8442     | 8 (Zn)                                | 0,9               |
| Уран, тис. т                               | 162          | 262      | 0,13                                  | 6,4               |

## Окремі види корисних копалин
Нафта і газ. Бразилія на 2001 р. має в своєму розпорядженні (2001) порівняно невеликі доведені запаси нафти (1.1 млрд т) і природного газу (230 млрд м³). Відкрито бл. 150 родов. Найбільші — Дон-Жуан, Агуа-Ґранді, Аракас, Кармополіс, Сірізінью, Намораду та ін. В Амазонії відкритий великий осадовий басейн Солімойнс, перспективний за можливими запасами нафти і газу.
На шельфі Бразилії є три основних НГБ: Кампус, Сантус і Ешпириту-Санту. Менш перспективні басейни Сержипі-Алагоас, Потігуар і Сеара. Найбільшим за запасами вуглеводневої сировини НГБ Бразилії вважається океанічний басейн Кампус площею близько 100 тис. км². Доведені запаси природного газу в НГБ Кампус оцінені в 105 млрд м³. Тут зосереджені основні доведені запаси нафти країни. У кожному з семи глибоководних нафтових родовищ міститься до 100 млн т нафти і конденсату. Запаси НГБ на кінець 1999 р. оцінювалися в 1.5 млрд т нафти. У басейні Кампус розташовані 4 гігантських газонафтових родовища (в дужках доведені запаси, млн т н. е.): Албакора (близько 270), Марлін (270), Барракуда (110) і Марлін-Сул і гігантське нафтове родовище Ронкадор (356). Основні пастки пов'язані з турбідітними пісками шельфового генезису, що залягають як в нижній, так і у верхній частинах сучасного материкового схилу, або з периферійними турбідітами відкритого моря, транспортованими через протоки в нижню частину материкового схилу. Є близька схожість НГБ по обидві сторони Атлантики, особливо південних частин НГБ Кампус і Кванза-Камерунського.
Всі НГБ східної Бразилії формувалися на дивергентних пасивних континентальних околицях, тектонічний розвиток яких ускладнений процесами рифтогенезу. Пастки нафти і газу, як правило, стратиграфічного типу і частіше за все приурочені до підведених горстових блоків. У зоні сучасного глибокого і надглибокого шельфу розвинені явища сольового діапіризму.
У 2003 р компанія «Петробраз» зробила найбільше газове відкриття в країні. Запаси нового родовища оцінюються в 70 млрд куб.м, що на 30 % збільшує загальний обсяг запасів газу в Бразилії. Родовище знаходиться на шельфі провінції Паулу, на відстані 137 км від берега на глибині моря 485 м. Потенціал видобутку свердловини-піонерки — 3 млн м³ газу на добу. На 2002 р загальний обсяг запасів природного газу в Бразилії оцінюється в 231 млрд м³ [Economist. 2003. V.70].
Бітумінозні сланці Б. приурочені до пермської формації Іраті, представленої аргілітовою і вапняковою фаціями з інтрузіями базальту і діабазу. Родов. Сан-Матеус-ду-Сул, Сан-Габріел і Дон-Педріту.
Вугілля. Запаси кам'яного вугілля в Бразилії невеликі — 2 млрд т. (25 % коксівне вугілля).
Залізо. Запаси залізних руд країни в кінці XX ст. складають бл. 26 % запасів розвинутих країн Заходу. Основна частина руд пов'язана з докембрійськими ітабіритами Бразильської платформи. Головні промислові поклади (понад. 25 млрд т) зосереджені в залізорудному бас. Мінайс-Жерайс, в межах так званого «Залізорудного чотирикутника».
Хром. Забезпеченість видобутку хромових руд їх підтвердженими запасами, розрахована за максимальним рівнем виробництва в період 1995—1997 рр. з урахуванням втрат при видобутку і збагаченні у Бразилії становить 33 роки.
Уран. Бразилія у 2000 р займала 5-е місце за розвіданими запасами урану (262 тис.т, частка у світі 7,8 %). Осн. родов. руд урану зосереджені в горах Серра-ді-Жакобіна, разом з золотоносними конґломератами (родов. Жакобіна).
Олово та супутні метали. За розвіданими запасами олова в кінці XX ст. Бразилія займає 1-е місце в Америці і 2-е у світі (після Китаю). За загальними запасами олова Бразилія займає 1-е місце у світі. За ресурсами олова Бразилія займає 1-е місце серед країн світу — 12.6 % світових ресурсів (6 млн т). Бл. 40 % сумарних підтверджених запасів укладено в розсипних родовищах, що знаходяться в 15 оловорудних районах країни. Переважають алювіальні розсипи.
В оловоносному районі Мапуера (штат Амазонас) розташований рудний вузол Пітінга. Рудні жили і штокверки локалізовані в альбітизованих гранітах. Руди комплексні, до їх складу входять каситерит, колумбіт, танталіт, пірит, кріоліт, флюорит. Запаси руд корінного олова — 1.19 млн т; сер. вміст металу в рудах тут становить 0.141 %. Руди містять також 6 млн т кріоліту, 4 млн т циркону (середній вміст 1.5 %), промислові концентрації колумбіт-танталіту (сер. вміст пентоксиду Ni 0.223 %, пентоксиду Ta — 0.028 %), флюориту, а також ітрію, в основному в складі ксенотиму. Основні запаси к.к. зосереджені в корах вивітрювання і розсипах, що виникли за їх рахунок і займають площу близько 250 км². Головними з них є алювіальні розсипи річок Мала Мадейра, Жабуті і Кейшада. Рудні піски залягають на глибині близько 6 м. Запаси руди в розсипах становлять 195 млн т, олова — 343 тис. т при середньому вмісті каситериту 2.0 кг/куб.м, пентоксиду ніобію — 435 тис. т при сер. вмісті Nb2O5 4.3 %, пентоксиду танталу — 55 тис. т при сер. вмісті Ta2O5 0.3 %, діоксиду цирконію — 1.7 млн т. У результаті ГРР, приріст запасів пентоксиду ніобію до 2000 р. становив 30 млн т руди при сер. вмісті 4.1 % (1.2 млнт Nb2O5).
Марганець. Основою марганцеворудної бази країни є родовища Урукум (шт. Мату-Гросу-ду-Сул, регіон Корумба) з підтвердженими запасами 15.8 млн т, Азул і Бурітірама (шт. Пара, район хр. Каражас) — 10 млн т, Серра-ду-Навіу (федеральна територія Амапа) — 5.8 млн т, Мігель-Конгу в районі «Залізорудного Чотирикутника» і інші родовища в штаті Мінас-Жерайс, а також ряд дрібніших об'єктів в докембрійських метаморфічних товщах. Найбільші родовища марганцевих руд пов'язані з породами фундаменту. Лінзи марганцевмісних спесартитових порід (гондиту, карбонатного родоніту) мають потужність 10-30 м і довж. 200—1000 м.
Боксити. За запасами бокситів Б. займає 1-е місце в Лат. Америці (2000 р) і 2-е місце у світі (після Ґвінеї). Пром. поклади бокситів пов'язані з латеритною корою вивітрювання. Осн. ресурси зосереджені в басейні річки Амазонка в штаті Пара (родовища Тромбетас, Парагомінас та інші).
Латеритні родовища гібситових бокситів розташовуються в штатах Пара (муніципалітети Ориксіміна, Парагомінас, Фаро, Домінго-ді-Капім і Альмайрім) і Мінас-Жерайс (в основному муніципалітети Посус-ді-Калдас, Прето і Катагуазес). Родовища Порту-Тромбетас (загальні запаси 1700 млн т, підтверджені — 800 млн т) і Парагомінас (загальні запаси 2400 млн т, підтверджені — 1600 млн т) належать до гігантських. Родовища як правило розташовані близько від земної поверхні і відпрацьовуються відкритим способом. За темпів видобутку, близьких до сучасних, Бразилія забезпечена підтвердженими запасами на 340 років.
Вольфрам. Руди вольфраму, представлені шеєлітовими скарнами — родовища Брежу, Кішаба, Мальяда в межах області Борборема.
Нікель. Родов. нікелевих руд в осн. силікатного типу представлені гарнієритовими рудами. Рудні тіла залягають на невеликій глибині, бл. 75 % запасів знаходиться в шт. Гояс (родов. Нікеландія та ін.). У Б. є дек. міднорудних родов., найбільше з яких — Караїба (шт. Баія). У Б. нараховується понад 100 невеликих поліметалічних гідротермальних родов., розвідані багаті олов'яні розсипи.
Рідкісні елементи (берилій, ніобій, тантал, цирконій та ін.) в Б. зустрічаються переважно в комплексних пегматитових рудах, приурочених до фундаменту.
Золото і платиноїди. Запаси золота виявлені у другій половині XX ст. в бас. р. Амазонки. Прогнозні ресурси МГП Бразилії незначні і складають до 300 т (~ 0,6 % світових).
Берилій. В Бразилії зосереджено бл. 35 % світових прогнозних ресурсів берилію (бл. 700 тис.т), що обумовлює її провідне (разом з Росією) місце у світі.
Ніобій. Бразилія займає серед країн світу 1-е місце за прогнозними ресурсами ніобію. Основні родовища пентоксиду ніобію в країні — Араша, Тапіра. Родовища знаходяться в основному у відомих гірничорудних районах штатів Мінас-Жерайс і Гояс. Руди локалізовані в латеритних корах вивітрювання карбонатитів і не вимагають інтенсивного дроблення. Потужності рудоносних кір досягають 200 м, покривів — від 0.5 м до 40 м. Середній вміст Nb2O5 в рудах — 2.5 %. Розробка ведеться відкритим способом.
Фосфорні руди. Важливе значення в Б. мають ресурси фосфатних руд, які включають три гол. пром. типи: апатитові (родов. Жакупіранга), повторні апатитові (родов. Араша, Тапіра, Каталан) та фосфоритові осадові родов. в серії Бамбуї. Особливо перспективні фосфоритові родов. — Патус-ді-Мінас (запаси 300 млн т).
Дорогоцінні і виробні камені. У Б. знаходяться найбільші у світі родов. дорогоцінних і виробних каменів: гірського кришталю, ювелірного берилу, топазу, турмаліну, аметисту, агату; відомі також пром. родов. смарагду, алмазу, благородного опалу та ін. Ювелірні берил, топаз і турмалін зустрічаються в гранітних пегматитах, поширених в штатах Мінас-Жерайс (алмазоносний район Діамантина), Баія.
Індустріальні і будівельні корисні копалини. Осн. родов. високосортної листової слюди — мусковіту пов'язані з виходами архейського фундаменту і утворюють Бразильський слюдоносний район. У Б. є також родов. бариту (Ілья-Ґранді, Мігел-Калмон), калійної солі (Контігулеба), кам'яної солі (Масейо), флюориту (Салгадінью, Катунда), магнезиту (Ігуату), графіту (Ітапасеріка, Сан-Фіделіс), азбесту (Іпанема), бентоніту (Лапсіс, Браво).